# مس لوریتسن
مِس لوریتسن (زاده ۱۴ آوریل ۱۹۹۳)، بازیکن فوتبال دانمارکی است که برای وایله بلدکلوب بازی می‌کند. 